# Philippinischer Palisander
|  | Dieser Artikel wurde aufgrund von formalen oder inhaltlichen Mängeln in der Qualitätssicherung Biologie zur Verbesserung eingetragen. Dies geschieht, um die Qualität der Biologie-Artikel auf ein akzeptables Niveau zu bringen. Bitte hilf mit, diesen Artikel zu verbessern! Artikel, die nicht signifikant verbessert werden, können gegebenenfalls gelöscht werden. Lies dazu auch die näheren Informationen in den Mindestanforderungen an Biologie-Artikel. |

Der Philippinische Palisander, auch Toog (Petersianthus quadrialatus), ist eine von zwei Baumarten der Gattung Petersianthus aus der Familie der Topffruchtbaumgewächse.

## Beschreibung
Der Philippinische Palisander ist ein sehr großer Baum, der durchschnittliche Wuchshöhen von 35–45 m erreicht, aber auch viel höher wird. Der Stammdurchmesser beträgt 1–2 m, kann aber auch deutlich über 3 m liegen. Es können meterhohe Brettwurzeln gebildet werden.
Die spitzen bis zugespitzten, auch bespitzten oder abgerundeten und sitzenden Laubblätter sind ledrig, kahl und eiförmig bis verkehrt-eiförmig oder elliptisch mit einem feingekerbten, -gezähnten Rand. Die Nervatur ist wechselnd gefiedert, der Blattgrund ist herablaufend. Die großen Blätter sind spiralig angeordnet und etwa 10–25 cm lang und 5–12 cm breit, können aber bis etwa 40 cm lang werden.
Es werden end- oder achselständige, bis 15 cm lange Schirmrispen oder Rispen gebildet. Die weißen, kurzgestielten Blüten sind vierzählig. Der obkonische, eckige oder schmal geflügelte Blütenboden ist mit den vier kleinen Kelchblättern verwachsen. Die kleinen Kronblätter sind rundlich.
Es sind viele lange, basal röhrig verwachsene, schlanke Staubblätter vorhanden, einige sind steril. Der unterständige und mehrkammerige Fruchtknoten besitzt einen sehr langen und vorstehenden Griffel mit kleiner, kopfiger Narbe. Es ist ein Nektardiskus vorhanden.
Die ein bis viersamigen, 2–3 cm langen, hellorangen Früchte haben vier papierige Flügel, die bräunlichen, abgeflachten Samen sind eiförmig bis elliptisch und 5–7 × 4–5 mm groß.

## Verbreitung
Er kommt auf den zentralen und südlichen Inseln der Philippinen vor.

## Systematik
Außer dem Philippinischen Palisander (Petersianthus quadrialatus (Merr.) Merr., Syn.: Combretodendron quadrialatum (Merr.) R.Knuth) gibt es in der Gattung noch eine weitere Art:
- Petersianthus macrocarpus (P.Beauv.) Liben (Syn.: Combretodendron macrocarpum (P.Beauv.) Keay): Sie kommt vom westlichen tropischen Afrika bis ins nördliche Angola vor.[5]

Der Gattungsname Petersianthus wurde wahrscheinlich zu Ehren des deutschen Arztes und Naturforschers Wilhelm Carl Hartwig Peters (1815–1883) so benannt.

## Nutzung
Das Holz, bekannt als Philippinisches Rosenholz ist hart und schwer zu schneiden.